# Adam Friedrich von Glafey
Adam Friedrich von Glafey est un publiciste allemand, juriste spécialiste de droit public, né à Reichenbach en 1692 et mort en 1753.

## Biographie
Né Adam Friedrich Glafey, il est anobli en 1748 et prend de nom de von Gaffey.
Il enseigne le droit à Iéna et à Leipzig mais ses opinions libérales lui attirent des persécutions ; il est nommé, néanmoins, archiviste de la cour de Dresde (1726).

## Doctrine
Gaffey est un des réformateurs de la jurisprudence allemande. Il avait adopté, comme fondement du droit naturel, la doctrine anglaise de l'intérêt bien entendu.  
Opposant à Hugo Grotius et Thomas Hobbes, il était proche des vues de Gottfried Wilhelm Leibniz et de Jean-Jacques Rousseau.

## Œuvres
On cite surtout de lui : 
- Principes de la jurisprudence civile débarrassée de ses scories (Leipzig, 1720, in-8°), ouvrage détruit par ordre du gouvernement ;
- Historia Germaniæ polemica (1722, in-4°) ;
- Histoire de Saxe (1722, in-8°) ;
- Droit naturel et droit des gens (1723, in-4°) ;
- Théâtre historique des prétentions des princes (1727) ;
- Histoire complète du droit naturel (1739, in-4°), où il attaque vigoureusement Grotius et Hobbes.